# Nedre Färingen
Nedre Färingen är en sjö i Strömstads kommun i Bohuslän och ingår i Strömsåns huvudavrinningsområde. Sjön är 21 meter djup, har en yta på 2,22 kvadratkilometer och befinner sig 27,2 meter över havet. Vid provfiske har bland annat abborre, gädda, mört och sik fångats i sjön.

## Delavrinningsområde
Nedre Färingen ingår i det delavrinningsområde (654989-124049) som SMHI kallar för Utloppet av Nedre Färingen. Medelhöjden är 52 meter över havet och ytan är 16,78 kvadratkilometer. Det finns inga avrinningsområden uppströms utan avrinningsområdet är högsta punkten. Vattendraget som avvattnar avrinningsområdet har biflödesordning 2, vilket innebär att vattnet flödar genom totalt 2 vattendrag innan det når havet efter 8,4 kilometer. Avrinningsområdet består mestadels av skog (68 %). Avrinningsområdet har 2,91 kvadratkilometer vattenytor vilket ger det en sjöprocent på 17,3 %.

## Fisk
Vid provfiske har följande fisk fångats i sjön:
- Abborre
- Gädda
- Mört
- Sik
- Sutare